# Gunnar Bengtsson (militär)
Åke Gunnar Valentin Bengtsson, född 3 september 1936 i Västerviks församling i Kalmar län, är en svensk militär.

## Biografi
Bengtsson avlade studentexamen vid Försvarets läroverk 1961. Han avlade sjöofficersexamen vid Sjökrigsskolan 1963 och utnämndes samma år till fänrik i flottan 1963, där han befordrades till löjtnant 1965 och till kapten 1971. Åren 1963–1971 gjorde han sjötjänst och lärartjänst, varpå han gick Högre tekniska kursen vid Militärhögskolan 1971–1973, var sekond och ställföreträdande chef för jagare 1973–1975, befordrades till örlogskapten 1974 och studerade vid Tekniska Högskolan i Stockholm 1975–1977. Han tjänstgjorde vid Kvalitetssektionen i Huvudavdelningen för marinmateriel vid Försvarets materielverk 1977–1980, befordrades till kommendörkapten 1978 och var chef för Första ytattackflottiljen 1980. Åren 1981–1993 tjänstgjorde han åter vid Försvarets materielverk: som projektledare för Robotsystem 15 vid Robotavdelningen i Huvudavdelningen för marinmateriel 1981–1984, som överingenjör och chef för Artilleribyrån i Huvudavdelningen för armémateriel 1985–1989 samt som teknisk direktör och chef för Undervattensvapenavdelningen i Huvudavdelningen för marinmateriel 1989–1993. Han befordrades till kommendör 1985 och till kommendör av första graden 1989. Åren 1993–1996 var han chef för Ostkustens marinkommando.
Gunnar Bengtsson invaldes 1982 som ledamot av Kungliga Örlogsmannasällskapet och 1992 som ledamot av Kungliga Krigsvetenskapsakademien.